# Estandarte presidencial de Italia

Cuarta y versión actual del estandarte presidencial de la República Italiana
(9 de octubre de 2000-presente)

El Estandarte Presidencial de Italia (en italiano: Stendardo Presidenziale) es la enseña personal que indica la presencia de Presidente de la República Italiana. 
El estandarte es izado sobre el Palacio del Quirinal, la residencia oficial del presidente de la República Italiana, cuando éste se encuentra en ella. Cuando el jefe del Estado italiano abandona su residencia oficial, su estandarte se muestra en los vehículos en los que se traslade, se iza sobre las sedes de las Prefecturas Italianas que visite y en las estancias en las que se celebre un acto oficial al que asista el presidente. También posee un uso castrense.
El estandarte presidencial, de forma cuadrada, posee los mismos colores que la bandera nacional. El diseño es muy semejante a la bandera que se utilizó durante el periodo de la República Italiana histórica (1802-1805). El borde de color azul oscuro, que se añadió a los colores de la bandera histórica mencionada, simboliza la jefatura de las Fuerzas Armadas Italianas que ostenta el presidente de la República. 

## Historia del estandarte
Proclamada la república en Italia, el 2 de junio de 1946, la presidencia utilizó como enseña la bandera nacional. Años después, el 22 de septiembre de 1965, se decidió establecer un estandarte presidencial. 
La propuesta inicial, adoptar como estandarte presidencial la bandera nacional con el escudo de la República Italiana en su centro, fue descartada rápidamente debido a la similitud con la bandera de México. 

Comparación entre las banderas italiana y mexicana.

La Orden número 76, de 22 de septiembre de 1965, del presidente Giuseppe Saragat, a instancias del Ministerio de Defensa, seleccionó la primera versión del estandarte presidencial, conocida como "Modelo de 1965" . Consistió en un paño azul oscuro de forma cuadrada con el escudo de la República Italiana situado en su parte central, con unas proporciones de 3:5 respecto al tamaño del paño y representado de oro. Los colores elegidos para el estandarte, según la tradición del ejército italiano, simbolizan, respectivamente, el mando y valor. 
En 1986 se estableció un estandarte para el presidente del Senado Italiano que es la persona llamada a suceder de forma provisional al presidente de la República en caso de fallecimiento, cese o renuncia. El estandarte que utilizaría un presidente interino de la República Italiana es idéntico al estandarte presidencial, pero de color blanco con el borde exterior de color azul. Además, en este estandarte, el escudo en lugar de oro está representado de plata. 
Cuatro años después por el Decreto de la Presidencia de la República de 22 de marzo de 1990, el presidente Francesco Cossiga adoptó la segunda versión del estandarte presidencial (conocido como "Modelo de 1990") que consistió en un paño de forma cuadrada con los colores de la bandera nacional y un borde azul oscuro. Este modelo sólo duró dos años. 
El presidente Oscar Luigi Scalfaro recuperó la primera versión del estandarte presidencial, adoptada en 1965 con el Decreto de la Presidencia de la República de 29 de junio de 1992. En esta versión, conocida como Modelo de 1992, se redujeron las proporciones del escudo que pasaron a ser de 1:3 respecto al tamaño del paño.
En el año 2000, el presidente Carlo Azeglio Ciampi, mediante el Decreto de la Presidencia de la República de 9 de octubre de 2000, publicado en Diario Oficial del Estado Italiano número 241, de 14 de octubre de 2000, aprobó la versión actual del estandarte presidencial, conocida como "Modelo del 2000". Consiste en un paño cuadrado  "rojo, con un borde de color azul(el borde equivalente a una décima parte de la longitud del paño), con un rombo de color blanco y un cuadrado de color verde situado en el rombo. Dentro del cuadrado verde figura el escudo nacional, representado de oro. 
Se ha afirmado que la razón por la que fue modificado el estandarte presidencial pudo deberse a la confusión que se producía entre ésta y la bandera de Unión Europea, ya que ambas son mostradas junto a la bandera nacional italiana en el Palacio del Quirinal. 
Mediante el Decreto de la Presidencia de la República de 17 de mayo de 2001, publicado en Diario Oficial del Estado Italiano número 117 de 22 de mayo de 2001, se creó el emblema y enseña para los expresidentes de la República Italiana. En este decreto se estableció que  "El emblema de los expresidentes de la República consiste en una enseña de forma cuadrada, conforme al modelo descrito"... "enmarcada por un rombo de color blanco: el primero y el cuarto en verde, el segundo y el tercero en rojo. El rombo blanco se encuentra cargado con las iniciales de la Presidencia de la República señaladas en el Decreto de la Presidencia de la República de 14 de octubre de 1986, número 19/N ".  
El Regimiento de los Coraceros es cuerpo ceremonial de la República Italiana que rinde honores a la presidencia. Tiene su sede en el Cuartel Alessandro Negri Sanfront, nombre del comandante de los tres escuadrones de carabinieri durante la Primera Guerra de la Independencia Italiana, en 1848. En el despacho del coronel del regimiento se custodia el guion presidencial (la enseña de uso castrense) con los colores del estandarte, junto a la bandera de guerra (entregada al regimiento en 1878) y la antigua bandera coronela, símbolo de su misión. 

### Antecedentes

Estandarte real Italiano, usado por la Jefatura Provisional del Estado Italiano (1946 - 1948)
Bandera usada por la Jefatura Provisional del Estado (12 de junio - 18 de junio de 1946)
Bandera usada por la Jefatura Provisional del Estado (1946 - 1947)
Bandera usada por la Presidencia de la República Italiana (1 de enero - 10 de febrero 1948)
Bandera usada por la Presidencia (1948 - 1965)
Propuesta de Estandarte presidencial (1965)

### Versiones y variantes del Estandarte Presidencial

Primera versión del estandarte presidencial (Mod. 1965) (22 de septiembre 1965 - 21 de marzo 1990)
Estandarte del Presidente Interino de la República Italiana (Mod. 1986) (1986 - presente)
Segunda versión del estandarte presidencial (Mod. 1990) (1990 - 1992)
Tercera versión del estandarte presidencial (Mod. 1992) (1992 - 2000)
Cuarta versión del estandarte presidencial (Mod. 2000) (2000 - presente)
Emblema y estandarte de los expresidentes de la República Italiana (Mod. 2001) (2001 - presente)